# Sant Cugat del Vallès
Sant Cugat del Vallès (nome ufficiale in catalano; in spagnolo San Cugat del Vallés) è un comune spagnolo di 97 530 abitanti (2023) situato nella comunità autonoma della Catalogna, nella comarca del Valles Occidental, che si estende tra i versanti nord-occidentali della serra di Collserola e l'inizio della depressione prelitorale. Comprende le frazioni di Valldoreix e i distretti di Mira-sol, la Floresta e Les Planes.

## Monumenti e luoghi d'interesse

### Architetture religiose
- Monastero di Sant Cugat, antica abbazia benedettina originaria del IX secolo, dichiarato bene di interesse nazionale del 1931.

## Amministrazione

### Gemellaggi
- Alba